# Euristhmus lepturus
Euristhmus lepturus és una espècie de peix de la família dels plotòsids i de l'ordre dels siluriformes.

## Morfologia
- Els mascles poden assolir 46 cm de longitud total.[4][5]

## Depredadors
A Austràlia és depredat per corbs marins de la família Phalacrocoracidae.

## Hàbitat
És un peix demersal i de clima tropical.

## Distribució geogràfica
Es troba al Mar d'Arafura, nord d'Austràlia i Nova Guinea.